# Хуан Баутіста Ментен
Хуан Баутіста Ментен (ісп. Juan Bautista Menten; 1838—1900) — еквадорський і колумбійський астроном німецького походження, засновник і перший директор Астрономічної обсерваторії Кіто.

## Короткий біографічний нарис
Народився 22 червня 1838 року в Крефельді, невеликому містечку на заході Німеччини поряд з кордоном з Нідерландами. Там же він почав своє навчання. 2 листопада 1856 року він приєднався до компанії. Навчався в Горхаймі, Фрідріхсбурзі, Екс-ла-Шапель. Вивчав природничі науки в Боннському університеті. Пізніше, з 1864 по 1866 рік, він вивчав астрономію в тому ж університеті. Потім вивчав богослов'я в Римі, де був асистентом видатного єзуїта та астронома П. Секкі.

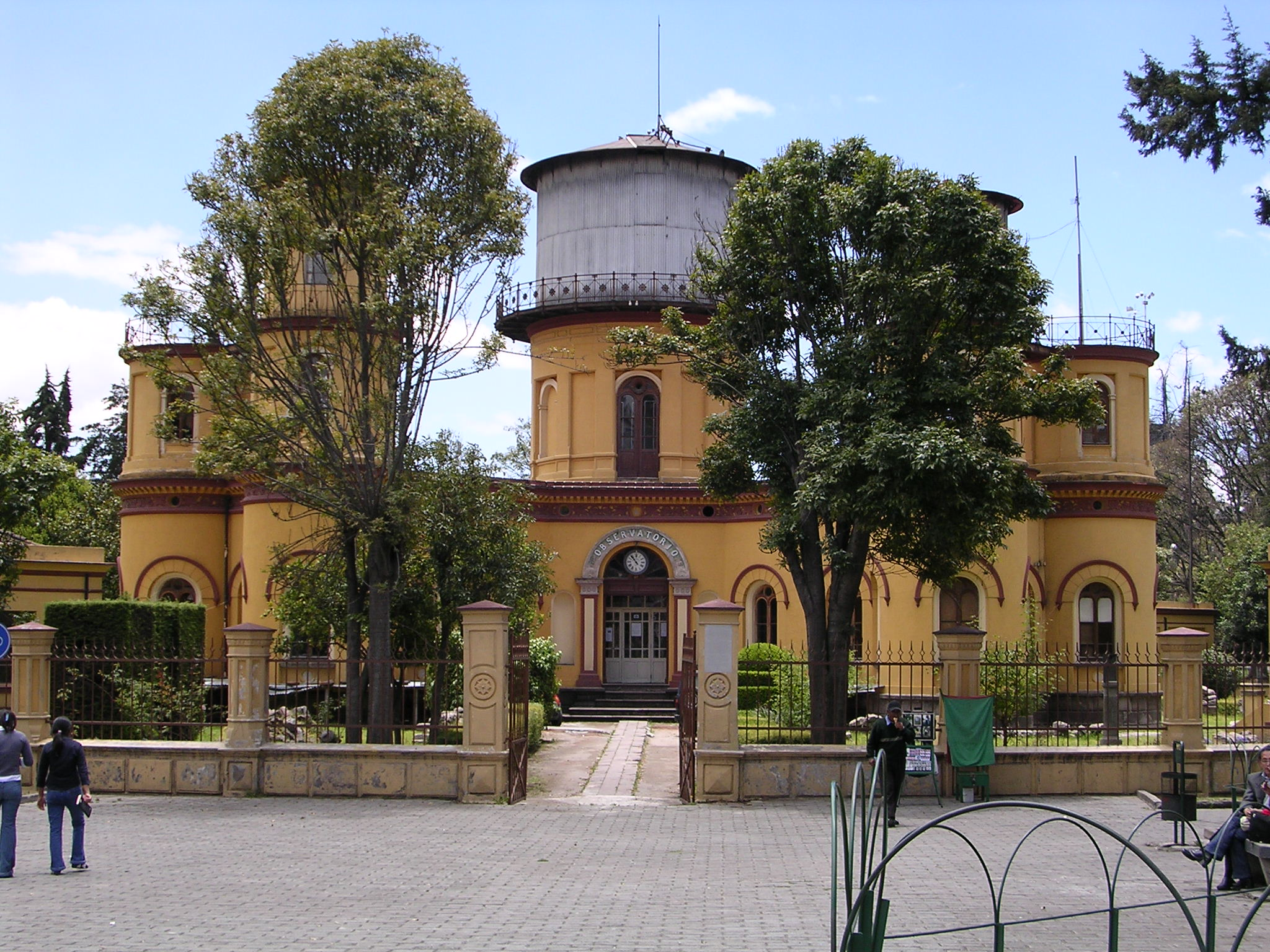
Астрономічна обсерваторія Кіто, заснована Ментеном

Ментен планував поїхати керувати єзуїтською обсерваторією в Мумбаї, але в 1870 році його призначили до Кіто на посаду декана факультету природничих наук Національної політехнічної школи, оскільки президент Еквадору Габріель Гарсія Морено, щоб сприяти освіті, припинив вигнання єзуїтів, яке мало місце за попередніх урядів.
Ментен викладав у Кіто там астрономію та геодезію від 4 жовтня 1870 року. Згодом він викладав також гідротехніку та німецьку мову. З усіх цих предметів він продемонстрував свою високу наукову підготовку. Ментен став першим директором Астрономічної обсерваторії Кіто. Він відповідав за будівництво корпусу цієї обсерваторії. Місце розташування обсерваторії в той час було околицею центру міста, поруч також був заснований ботанічний сад. Ментен став, разом із географом Теодором Вольфом та ботаніком Луїсом Содіро, одним із найвидатніших учених, які приїхали до Еквадору в другій половині XIX століття, справивши значний вплив на історію еквадорської науки.
Останні роки свого життя Ментен провів у Колумбії.

## Публікації
- Текст з плоскої та сферичної тригонометрії, рекомендований Вищою радою громадської освіти
- Таблиці логарифмів
- Короткий звіт про експедицію французьких академіків 1875 року
- Історія та опис Астрономічної обсерваторії Кіто (1877)
- Утворення Сонячної системи (1879—1881)
- Дослідження про карту Еквадору (1879—1878)
- Проходження Венери (1882)